# Sartène
Sartène (Sartè en idioma corso) es una comuna y población de Francia, en la región de Córcega, departamento de Córcega del Sur. Es la subprefectura del distrito y la cabecera del cantón de su nombre.
Su población en el censo de 2009 era de 3.144 habitantes.

## Geografía
Sartène es la décima comuna de Francia metropolitana por superficie. Está situada en las montañas del sudoeste de Córcega a 13 km de Propriano, el puerto más próximo, al que la comunica la carretera N196. La ciudad está construida sobre un espigón granítico.
Su historia se remonta a la época medieval y en algunas de sus calles aún se conservan edificios de granito de principios del siglo XVI. Uno de los principales incidentes de la historia de la ciudad fue un ataque de piratas procedentes de Argel en 1583, tras el cual se llevaron a 400 personas. Estos ataques continuaron en el siglo XVIII.

## Demografía
| 2 805 | 2 913 | 3 761 | 3 044 | 3 525 | 3 410 |
| Para los censos de 1962 a 1999 la población legal corresponde a la población sin duplicidades (Fuente: INSEE [Consultar]) |       |       |       |       |       |

## Personajes célebres
- Robert Antelme (1917-1990), escritor.
- Louis Lutz (n.1940), escultor.